# Habrotrocha tripus
Habrotrocha tripus är en hjuldjursart som först beskrevs av Murray 1907.  Habrotrocha tripus ingår i släktet Habrotrocha och familjen Habrotrochidae. Inga underarter finns listade i Catalogue of Life.